# Nam Triệu, Nam Dương
Nam Triệu (chữ Hán giản thể: 南召县, Hán Việt: Nam Triệu huyện) là một huyện thuộc địa cấp thị Nam Dương, tỉnh Hà Nam, Cộng hòa Nhân dân Trung Hoa. Huyện này có diện tích 2946 km2, dân số 585.000 người (2006). Huyện này được chia ra thành các đơn vị hành chính gồm 16 trấn và hương. Các đơn vị này lại được chia ra thành 338 thôn hành chính. Địa hình huyện này chủ yếu là đồi núi.
- Trấn:
- Hương: